# Estación de Charing Cross
Charing Cross (código: CHC) es una estación ferroviaria en la zona del mismo nombre, el punto más céntrico de la ciudad de Londres. Es una de las estaciones más importantes de la urbe londinense, con 37 millones de pasajeros al año.
Es una estación terminal situada en la ribera norte del río Támesis. El haz de vías llega por el sur desde el otro lado del río mediante el puente Hungerford, mientras que por el norte la fachada de la estación se sitúa en Strand. Es utilizada por la compañía Southeastern con servicios que unen Londres con el sureste de Inglaterra. Todos los trenes de esta estación salen pasando por las estaciones de Waterloo East y London Bridge.

## Historia
La estación fue construida como un ramal que parte de la estación de London Bridge y que permitía acercarse más al centro de Londres. Fue inaugurada el 11 de enero de 1864, con 6 vías terminales cubiertas por una arcada metálica y con salida a través del Támesis con un puente de ladrillo. A la estación se le sumó un hotel en 1865.
En 1905 la cubierta de la estación colapsó, tardando lo suficiente como para que la estación pudiera ser evacuada. La estación fue reabierta un año después, tras trabajos de sustitución de la parte que quedó. La estación y muy especialmente el hotel resultaron dañados en la II Guerra Mundial, que fueron reparados 10 años después incluyendo una ampliación del hotel.
En 1990 toda la zona de Victoria Embankment fue remodelada con la construcción de un inmenso edificio de estilo postmoderno, que incluye en su interior la estación, conservando tan sólo unos pequeños elementos arquitectónicos de la estación anterior. El nuevo edificio incluye gran cantidad de espacio dedicado a comercios y oficinas.

## Servicios
La estación sirve como lanzadera más céntrica de la estación de London Bridge, finalizando algunos trenes en aquella estación y continuando otros hasta Charing Cross.
Es utilizada en su totalidad por la compañía Southeastern, que con servicios frecuentes une Londres con el sureste de Inglaterra.